# Собачий вальс (альбом)
Собачий вальс — дебютный сольный альбом Сергея Галанина, выпущенный в 1994 году.

## Об альбоме
Альбом начал готовиться в 1993 году ещё до распада «Бригады С».
Песня «Чертополох» была создана в период первого ухода Галанина из «Бригады С» в составе группы «Бригадиры».
Песню «Я болен Олей» музыкант посвятил своей жене.
Запись проходила в знаковом для рок-музыкантов того времени месте — на студии «SNC Records». В процессе создания пластинки музыканты выступили в новых для себя качествах: солистов, звукорежиссеров и техников. Сопродюсером альбома был Дмитрий Гройсман. В работе над релизом принял участие Рушан Аюпов. На 4 песни — «Тёплый воздух от крыш», «А что нам надо», «Собачий вальс» и «Спокойной ночи» — были сняты клипы. Режиссёром двух видео («А что нам надо», «Собачий вальс») выступил Виталий Мухаметзянов, который также стал автором дизайна обложки альбома. В клипе на песню «Тёплый воздух от крыш» снялись Андрей Смоляков и Владимир Машков. Релиз появился в продаже в начале 1994 года. После его выхода Галанин собрал концертный состав из музыкантов уже к тому времени распавшейся «Бригады С». С гастрольной деятельностью в поддержку альбома связывают создание группы СерьГа.
Спустя 9 лет после выхода альбома песня «Мы дети БГ» была перезаписана совместно с Михеем, для которого эта работа стала одной из последних.
Альбом в первоначальном виде без дополнительных материалов был переиздан в 2016 году на виниловых пластинках при участии компании «Ультра продакшн». Производство пластинок велось на российском заводе Vinyl records. Релиз издания был назначен на 14 июня 2016 года.

## Список песен
Музыка, аранжировка и тексты — Сергей Галанин.
| №   | Название                                                  | Длительность |
| --- | --------------------------------------------------------- | ------------ |
| 1.  | «Новое Утро»                                              | 3:04         |
| 2.  | «Теплый Воздух От Крыш»                                   | 3:01         |
| 3.  | «Я Болен Олей»                                            | 4:18         |
| 4.  | «Мы — Дети БГ»                                            | 3:30         |
| 5.  | «Телефонная Радость (Дочь Президента)»                    | 4:50         |
| 6.  | «Серые Волки»                                             | 3:45         |
| 7.  | «А Что Нам Надо»                                          | 3:57         |
| 8.  | «Собачий Вальс»                                           | 2:37         |
| 9.  | «Конечно — Это ТЫ»                                        | 3:34         |
| 10. | «Спокойной Ночи»                                          | 4:45         |
| 11. | «Чертополох» (песня записана в 1990 г. группой Бригадиры) | 6:55         |

### Переиздание (1997 CD, 2002 CD, 2016 LP)
Имеют цифровой ремастеринг и другую последовательность песен.
| №   | Название                                                  | Длительность |
| --- | --------------------------------------------------------- | ------------ |
| 1.  | «Спокойной ночи»                                          | 4:45         |
| 2.  | «Теплый воздух от крыш»                                   | 3:01         |
| 3.  | «Мы дети — дети БГ»                                       | 3:30         |
| 4.  | «А что нам надо»                                          | 3:57         |
| 5.  | «Я болен Олей»                                            | 4:18         |
| 6.  | «Собачий вальс»                                           | 2:37         |
| 7.  | «Конечно, это — ты»                                       | 3:34         |
| 8.  | «Серые волки»                                             | 3:45         |
| 9.  | «Чертополох» (песня записана в 1990 г. группой Бригадиры) | 6:55         |
| 10. | «Телефонная радость (Дочь президента)»                    | 4:50         |
| 11. | «Новое утро»                                              | 3:04         |